# Forcipomyia neotropica
Forcipomyia neotropica är en tvåvingeart som beskrevs av Clastrier och Wirth 1995. Forcipomyia neotropica ingår i släktet Forcipomyia och familjen svidknott.
Artens utbredningsområde är Peru. Inga underarter finns listade i Catalogue of Life.